# Boniface Tumuti
Boniface Tumuti, född den 2 maj 1992 i Laikipia, är en kenyansk friidrottare.
Han tog OS-silver på 400 meter häck i samband med de olympiska friidrottstävlingarna 2016 i Rio de Janeiro..